# Jean Pierre Courtial
Jean Pierre Courtial es un sociólogo francés. Es cofundador de la Asociación para la Medida de las Ciencias y de las Técnicas (en francés: L'Association pour la Mesure des Sciences et des Techniques, ADEST) y fue director del Laboratorio del Conocimiento, de la Educación y del Desarrollo, en la Universidad de Nantes (Francia).
Sus investigaciones se centran en la ciencimetría  y las relaciones entre la ciencia cognitiva y la sociología de las ciencias. En 1993, publicó en las PUF un libro llamado "Que sais-je?" (¿Qué sé yo?)  sobre la ciencimetría con Michel Callon y Hervé Penan.

## Publicaciones
- La Communication piégée, París,  R. Jauze; París (diffusion Fleurus), 1979.
- Introduction à la scientométrie. De la bibliométrie à la veille technologique, prólogo de Rémi Barré, París, Anthropos (diff. Economica), 1990.
- Michel Callon et Hervé Penan, La scientométrie, París, Presses universitaires de France, 1993
- (dir.) Science cognitive et sociologie des sciences, París, PUF, 1994.
- (dir.) La médiation, Séminaire «Le lien social», Nantes, 17 et 18 mai 1999; editado por LABECD, prólogo de Fabienne Le Roy, Nantes, Maison des sciences de l'homme Ange Guépin, 2000.